# Pieces of Me
Pieces of Me is een nummer van de Amerikaanse zangeres Ashlee Simpson uit 2004. Het is de eerste single van haar debuutalbum Autobiography.
Het nummer werd een hit in de VS, Europa en Oceanië. In de Amerikaanse Billboard Hot 100 haalde het de 5e positie. In de Nederlandse Top 40 haalde het een bescheiden 20e positie, en in de Vlaamse Ultratop 50 wist het niet verder te komen dan de 42e positie.